# Amoxapin
Amoxapin, som bland annat säljs under varumärket Asendin, är ett substans som tillhör kategorin TCA (tricykliska antidepressiva). Läkemedlet verkar depressionslösande och panikångesthämmande.
Amoxapin fick först marknadsgodkännande i USA 1992 (cirka 30 till 40 år efter att de flesta andra TCA introducerades i USA). Bruket av substansen har i Sverige varit mycket ringa och inga läkemedel med amoxapin är för närvarande registrerade i FASS.

## Medicinsk användning
Amoxapin används vid behandling av egentlig depression. Jämfört med andra antidepressiva medel tros det ha en snabbare verkan, med terapeutiska effekter som ses inom fyra till sju dygn. Över 80 procent av patienterna som svarar på amoxapin rapporteras svara inom två veckor efter behandlingens början. Det har också egenskaper som liknar de atypiska antipsykotika, och kan bete sig som en sådan och kan användas vid behandling av schizofreni off-label. Trots sin uppenbara brist på extrapyramidala biverkningar hos patienter med schizofreni har det visat sig förvärra motoriska symtom hos patienter med Parkinsons sjukdom och psykos.

## Kontraindikationer
Som med alla FDA-godkända antidepressiva medel bär den en varning om potentialen för en ökning av självmordstankar eller beteende hos barn, ungdomar och unga vuxna under 25 år. Dess användning avråds också för individer med känd överkänslighet mot antingen amoxapin eller andra ingredienser i dess orala former. Dess användning avrådes också i följande sjukdomstillstånd:
- Allvarliga kardiovaskulära störningar (potential för kardiotoxiska biverkningar såsom förlängning av QT-intervallet)
- Okorrigerad glaukom med smal vinkel
- Akut återhämtning efter hjärtinfarkt.

Dess användning avrådes också för individer samtidigt med monoaminoxidashämmare eller om de har haft intag under de senaste 14 dagarna och hos individer med läkemedel som är kända för att förlänga QT-intervallet (t.ex. ondansetron, citalopram, pimozid, sertindol, ziprasidon, haloperidol, klorpromazin, tioridazin, etc.).
Dess användning för ammande mödrar rekommenderas inte eftersom det utsöndras i bröstmjölk och koncentrationen som finns i bröstmjölk är ungefär en fjärdedel av moderns serumnivå.

## Överdosering
Amoxapin anses särskilt giftigt vid överdosering, med en hög frekvens av njursvikt (som vanligtvis tar 2–5 dagar), rabdomyolys, koma, anfall och till och med status epilepticus. Vissa tror att det är mindre kardiotoxiskt än andra TCA vid överdosering, även om rapporter om kardiotoxiska överdoser har gjorts.